# E420号線
E420号線(E420ごうせん、英: European route E420) はベルギーのニヴェルから、フランスのランスを結ぶ、欧州自動車道路のBクラス幹線道路。

## 経路
- ベルギー
  - E19号線 – ニヴェル
  - シャルルロワ
- フランス
  - E17号線、E46号線、E50号線 – ランス